# Альшиховское сельское поселение
Альшиховское се́льское поселе́ние — муниципальное образование в Буинском районе Татарстана Российской Федерации.
Административный центр — село Альшихово.

## История
Статус и границы сельского поселения установлены Законом Республики Татарстан от 31 января 2005 года № 17-ЗРТ «Об установлении границ территорий и статусе муниципального образования "Буинский муниципальный район" и муниципальных образований в его составе».

## Население
| 2010  | 2011  | 2012  | 2013  | 2014  | 2015  | 2016  |
| ----- | ----- | ----- | ----- | ----- | ----- | ----- |
| 1409  | ↘1402 | ↘1400 | ↘1373 | ↘1369 | ↘1336 | ↗1340 |
| 2017  | 2018  |       |       |       |       |       |
| ↘1334 | →1334 |       |       |       |       |       |

## Состав сельского поселения
| № | Населённый пункт | Тип населённого пункта       | Население |
| - | ---------------- | ---------------------------- | --------- |
| 1 | Альшихово        | село, административный центр |           |
| 2 | Кайрево          | село                         |           |
| 3 | Мулланур Вахитов | деревня                      |           |
| 4 | Тингаш           | деревня                      |           |